# Diego Chavarría
Diego José Chavarría Ramos (San Salvador, 28 de febrero de 1990) es un futbolista salvadoreño. Juega como Centrocampista y su equipo actual es el Club Deportivo FAS de la Liga Pepsi. Juega en la selección salvadoreña de fútbol.

## Clubes
Actualizado al último partido jugado el 27 de noviembre de 2021.
| Club Deportivo 11 Municipal · El Salvador               | 1.ª                 | 2011-12             | 30  | 1 | - | - | -  | - | 30  | 1 |
| Club Deportivo 11 Municipal · El Salvador               | Total               | Total               | 30  | 1 | 0 | 0 | 0  | 0 | 30  | 1 |
| Club Deportivo Universidad de El Salvador · El Salvador | 1.ª                 | 2012                | 13  | 0 | - | - | -  | - | 13  | 0 |
| Club Deportivo Universidad de El Salvador · El Salvador | Total               | Total               | 13  | 0 | 0 | 0 | 0  | 0 | 13  | 0 |
| Club Deportivo Luis Ángel Firpo · El Salvador           | 1.ª                 | 2013                | 11  | 0 | - | - | -  | - | 11  | 0 |
| Club Deportivo Luis Ángel Firpo · El Salvador           | 1.ª                 | 2013-14             | 26  | 0 | - | - | 3  | 0 | 29  | 0 |
| Club Deportivo Luis Ángel Firpo · El Salvador           | Total               | Total               | 37  | 0 | 0 | 0 | 3  | 0 | 40  | 0 |
| Santa Tecla Fútbol Club · El Salvador                   | 1.ª                 | 2014-15             | 38  | 0 | - | - | -  | - | 38  | 0 |
| Santa Tecla Fútbol Club · El Salvador                   | 1.ª                 | 2015-16             | 37  | 1 | - | - | 4  | 0 | 41  | 1 |
| Santa Tecla Fútbol Club · El Salvador                   | 1.ª                 | 2016-17             | 40  | 0 | - | - | -  | - | 40  | 0 |
| Santa Tecla Fútbol Club · El Salvador                   | 1.ª                 | 2017                | 16  | 0 | - | - | -  | - | 16  | 0 |
| Santa Tecla Fútbol Club · El Salvador                   | Total               | Total               | 131 | 1 | 0 | 0 | 4  | 0 | 135 | 1 |
| Sonsonate Fútbol Club · El Salvador                     | 1.ª                 | 2018                | 22  | 0 | - | - | -  | - | 22  | 0 |
| Sonsonate Fútbol Club · El Salvador                     | Total               | Total               | 22  | 0 | 0 | 0 | 0  | 0 | 22  | 0 |
| Club Deportivo FAS · El Salvador                        | 1.ª                 | 2018-19             | 6   | 0 | - | - | 3  | 0 | 9   | 0 |
| Club Deportivo FAS · El Salvador                        | 1.ª                 | 2019-20             | 5   | 0 | - | - | -  | - | 5   | 0 |
| Club Deportivo FAS · El Salvador                        | Total               | Total               | 11  | 0 | 0 | 0 | 3  | 0 | 14  | 0 |
| Club Deportivo Luis Ángel Firpo · El Salvador           | 1.ª                 | 2020                | 14  | 0 | - | - | -  | - | 14  | 0 |
| Club Deportivo Luis Ángel Firpo · El Salvador           | Total               | Total               | 14  | 0 | 0 | 0 | 0  | 0 | 14  | 0 |
| Club Deportivo Atlético Marte · El Salvador             | 1.ª                 | 2021                | 10  | 0 | - | - | -  | - | 10  | 0 |
| Club Deportivo Atlético Marte · El Salvador             | 1.ª                 | 2021                | 18  | 1 | - | - | -  | - | 18  | 1 |
| Club Deportivo Atlético Marte · El Salvador             | Total               | Total               | 28  | 1 | 0 | 0 | 0  | 0 | 28  | 1 |
| Total en su carrera                                     | Total en su carrera | Total en su carrera | 286 | 3 | 0 | 0 | 10 | 0 | 296 | 3 |
| (2) No incluye goles en partidos amistosos.             |                     |                     |     |   |   |   |    |   |     |   |

Segunda División de El Salvador/Reservas
| Club                        | País        | Año         |
| --------------------------- | ----------- | ----------- |
| San Salvador Fútbol Club    | El Salvador | 2006 - 2007 |
| Santa Tecla Fútbol Club     | El Salvador | 2007 - 2009 |
| Club Deportivo 11 Municipal | El Salvador | 2009 - 2011 |
| Club Deportivo Cacahuatique | El Salvador | 2022        |

### Selección nacional
| Selección                                 | Año                 | Partidos | Goles |
| ----------------------------------------- | ------------------- | -------- | ----- |
| El Salvador Sub-21                        |                     |          |       |
| 2010                                      | 2                   | 0        |       |
| El Salvador Sub-23                        |                     |          |       |
| 2011                                      | 2                   | 0        |       |
| 2012                                      | 3                   | 0        |       |
| Total en su carrera                       | Total en su carrera | 7        | 0     |
| El Salvador                               |                     |          |       |
| 2015                                      | 1                   | 0        |       |
| 2016                                      | 0                   | 0        |       |
| 2017                                      | 0                   | 0        |       |
| 2018                                      | 1                   | 0        |       |
| Total en su carrera                       | Total en su carrera | 2        | 0     |
| Estadísticas hasta el 3 de junio de 2018. |                     |          |       |

### Palmarés
| Título                   | Club             | País        | Año  |
| ------------------------ | ---------------- | ----------- | ---- |
| Clausura 2013            | Luis Ángel Firpo | El Salvador | 2013 |
| Clausura 2015            | Santa Tecla      | El Salvador | 2015 |
| Apertura 2016            | Santa Tecla      | El Salvador | 2016 |
| Clausura 2017            | Santa Tecla      | El Salvador | 2017 |
| Copa El Salvador 2016-17 | Santa Tecla      | El Salvador | 2017 |